# Marvin Rick
Marvin Rick (Edwin Marvin Rick; * 31. Januar 1901 in Brooklyn; † 21. Januar 1999 in Saint Petersburg) war ein US-amerikanischer Hindernisläufer.
Bei den Olympischen Spielen 1924 wurde er Vierter mit dem US-Rekord von 9:56,4 min.
1924 wurde er US-Meister über zwei Meilen Hindernis.